# Yadier Molina
Yadier Benjamin Molina, Spitzname Yadi, (* 13. Juli 1982 in Bayamón) ist ein professioneller puerto-ricanischer Field Manager sowie ehemaliger Baseballspieler auf der Position des Catchers. Er spielte seine gesamte Karriere für die St. Louis Cardinals in der Major League Baseball (MLB) und gewann mir ihnen zwei Mal die World Series. Nach seinem Karriereende wurde er Field Manager bei den  Águilas Cibaeñas in der Liga Dominicana de Béisbol Invernal. Molina steht zusätzlich weiterhin bei den Cardinals als Assistent des Präsidenten für Baseballangelegenheiten unter Vertrag.

## Jugend
Molina wuchs in Puerto Rico auf. Er absolvierte 2000 an der Schule Escuela Superior Maestro Ladi in der Gemeinde Vega Alta.

## Karriere

### Spielerkarriere
In der MLB Draft 2000 wurde er von den St. Louis Cardinals in der vierten Runde ausgewählt. Er machte sein MLB-Debüt im Jahr 2004 für die Cardinals und spielt seitdem ununterbrochen in St. Louis.

### Managerkarriere
Schon während seiner aktiven Spielerkarriere interessierte sich Molina für eine Managerlaufbahn. Seine ersten Erfahrungen als Field Manager sammelte er als Manager der puerto-ricanischen U-23 Mannschaft im U-23 Baseball Weltmeisterschaft 2018 und dessen Qualifikationsturniers. Während des Turniers verlor Puerto-Rico seine ersten drei Spiele gegen die Dominikanische Republik, Venezuela und Südkorea, wodurch ein Weiterkommen unmöglich wurde. Das Team verbesserte sich im Laufe des Turniers und konnte noch sechs Siege in den restlichen Gruppenspielen und der Trostrunde einfahren.
2022 kündigte Molina an, die Navegantes del Magallanes in der Liga Venezolana de Béisbol Profesional, der höchsten venezolanischen Liga, zu übernehmen. Rekrutiert wurde er für diesen Job durch den ehemaligen MLB Spieler Pablo Sandoval. Molina sah diesen Weg als ersten Schritt zu einem möglichen Managerposten in der MLB. So sagte er: „It’s something different, and I’d like to try it early and see how it goes. And then after, I can decide if I want to do it over here.“ (deutsch: „[Die Navegantes] sind etwas Besonderes, und ich möchte frühzeitig  die Erfahrungen sammeln und schauen, wie es läuft. Um dann zu entscheiden, ob ich diesen Job auch [in den Vereinigten Staaten] ausüben will.“) Mit den Magallanes erreichte er in der Regular Season einen Record von 29–27, welcher zwar für den Einzug in die Play-offs reichte, wo sie jedoch im Round Robin Turnier ausschieden.
Ebenfalls in der Saison 2022 wurde bekannt gegeben, dass Molina den Posten des Field Managers für die puerto-ricanische Nationalmannschaft bei den World Baseball Classic 2023 einnehmen sollte. Diese Ernennung wurde in Puerto Rico durchaus kontrovers aufgenommen, da Eduardo Pérez, der General Manager des Teams, daraufhin zurücktrat. Berichten zufolge soll er Joe Espada, welcher zu dem Zeitpunkt im Trainerstab der Houston Astros beschäftigt war, für diesen Posten bevorzugt haben. Puerto Rico zog mit bei der Auslosung der Gruppen ein schweres Los. In der Todesgruppe D trafen sie unter anderem auf Venezuela und die Dominikanische Republik. Unter Molinas Leitung spielte das Team auf. Mit einem 5–2 Überraschungssieg gegen die Dominikanische Republik und einem Perfect Game gegen Israel, welches nach acht Innings aufgrund einer Mercy-Rule beendet wurde, zog das Team als Gruppenzweiter in die K.-o.-Phase ein. Dort unterlag das Team im Viertelfinale Mexiko.
In der Saison 2023–24 managte Molina die Criollos de Caguas zur Meisterschaft der Puerto Rico Baseball League und zum Titel der Serie del Caribe.

## Persönliches
2007 heiratete Molina seine langjährige Freundin Wanda. Gemeinsam hat das Paar zwei Söhne und eine Tochter. Während Molinas Spielerkarriere lebte die Familie in den Sommermonaten der Baseballsaison in Caseyville (Illinois) und die Offseason in Vega Alta (Puerto Rico). Nach seinem Karriereende zog es die Familie nach Austin, Texas, da es dort an der High School bessere Voraussetzungen für Baseballentwicklung des ältesten Sohnes gibt.
Seine beiden älteren Brüder José und Bengie spielten ebenfalls erfolgreich auf der Position des Catchers in der MLB. 2002 gewannen seine Brüder bei den Los Angeles Angels zusammen die World Series. José gewann sie 2009 noch einmal mit den New York Yankees. Sie sind damit das bisher einzige Geschwistertrio, in dem alle drei Geschwister die World Series gewannen.
Von 2020 bis 2024 war Molina Besitzer der Vaqueros de Bayamón, einem Basketballteam, das in der Baloncesto Superior Nacional, der ersten puerto-ricanischen Liga, spielt.